# Kitzensberg
Kitzensberg (westallgäuerisch: Khitsəsberg) ist ein Gemeindeteil der Gemeinde Maierhöfen im bayerisch-schwäbischen Landkreis Lindau (Bodensee).

## Geographie
Der Weiler liegt circa zwei Kilometer nordwestlich des Hauptorts Maierhöfen und zählt zur Region Westallgäu.

## Ortsname
Der Ortsname stammt vom Familiennamen Kitz(i) und bedeutet somit (Siedlung an) einer Anhöhe des Kitz(i).

## Geschichte
Kitzensberg wurde erstmals im Jahr 1431 urkundlich erwähnt als Kytzisberg an den Pfarrer von Leutkirch zehnte. 1803 fand die Vereinödung des Orts mit drei Teilnehmern statt.
Kitzensberg gehörte einst zum Gericht Grünenbach in der Herrschaft Bregenz. Später dann bis zum 1. Januar 1935 gehörte die Ortschaft der Gemeinde Gestratz an.